# Operatie Antarctica
Operatie Antarctica is het 26ste stripalbum uit de reeks Lefranc, bedacht door Jacques Martin, geschreven door François Corteggiani en getekend door Christophe Alvès. De inkleuring werd verzorgd door Bonaventure.
De eerste publicatie was ook meteen het eerste album. Het album werd op 16 december 2015 uitgegeven door uitgeverij Casterman als softcover met nummer 26 in de serie Lefranc. Het album kent in ieder geval herdrukken in 2017 en 2018.

## Het verhaal
Journalist Guy Lefranc wordt benaderd door Cunningham van de Britse geheime dienst. Die vertelt hem dat de nazi's in 1936 een basis hebben gevestigd in Nieuw-Zwabenland op Antarctica. Het vermoeden is dat een groot deel van de basis ondergronds ligt en dat de nazi's daar vliegende schotels bouwden met psychische propulsie. In 1946 probeerden de geallieerden de basis te bereiken maar dat werd een fiasco. Lefranc wordt gevraagd de plaats van een op hem gelijkende testpiloot in te nemen. De Britse geheime dienst in samenwerking met de Russische geheime dienst hebben ontdekt dat een organisatie deze man wil ontvoeren en naar Nieuw-Zwabenland wil brengen. Een majoor van het Rode Leger zal Lefranc ondersteunen.
Lefranc wordt in Tsjecho-Slowakije ontvoerd en met een zeppelin naar Antarctica gebracht. Aan boord van de zeppelin zijn meerdere wetenschappers en een generaal, die Axel Borg blijkt te zijn. Van zijn medewerker van weleer, generaal Von Graf, hoorde Borg over de basis, voordat hij deze doodschoot. Borg wil de vermeende kunstschatten van de nazi's bemachtigen.
Op de basis blijkt Von Graf nog in leven te zijn en hij neemt Borg gevangen. Het duurt even voordat Von Graf beseft dat Lefranc een handlanger van Borg moet zijn. Lefranc heeft inmiddels actie ondernomen en de coördinaten van de ondergrondse basis gedeeld met een Brits oorlogsschip. Lefranc wordt ook gevangen genomen, maar niet voordat hij de majoor van het Rode Leger heeft ontdekt, die hem en Borg vervolgens bevrijdt.
Terwijl een militaire troepenmacht de basis aanvalt, ontvluchten Borg en de majoor de basis met een vliegende schotel; Borg dwingt Lefranc achter te blijven. Lefranc wordt gered door de militairen die de basis weten in te nemen. De vliegende schotel blijkt te zijn neergestort in Venezuela. Cunningham vermoedt dat de Russen op zoek zullen gaan naar het wrak en vraagt Lefranc of hij ook interesse in een expeditie erheen heeft. Lefranc besluit eerst op vakantie te gaan met Jeanjean.